# Wang Pin
Wang Pin (nascuda l'11 de desembre de 1974) és una jugadora d'escacs xinesa. Va obtenir el títol de Gran Mestre Femení de la FIDE el 1992. Wang va ser la campiona xinesa femenina el 2002.

## Resultats destacats en competició
Va acabar cinquena a l'Interzonal femení de 1991, i això li va permetre de classificar-se per al Torneig de Candidats femení de 1992, dins el cicle pel Campionat del món d'escacs femení de 1993, i hi va acabar empatada en darrer lloc, amb Nona Gaprindaixvili. El 1993, Wang va prendre part al Torneig Interzonal femaní novament, i hi empatà als llocs 9è-11è. Després que el format del Campionat del món d'escacs femení va canviar a torneig per eliminatòries, va competir en les edicions de 2001 i 2004.
Ha competit representant la Xina en quatre Olimpíades d'escacs (1992, 1996, 1998, 2002), en què va guanyar la medalla d'or per equips els anys 1998 i 2002, l'argent el 1996 i el bronze el 1992. Wang també ha representat la Xina al campionat de l'Àsia per equips el 1999, guanyant dues medalles d'or (per equips i individual al segon tauler), i al matx Rússia vs Xina de 2001.